# Motorrad-Europameisterschaft 1939
Die Motorrad-Europameisterschaft 1939 konnte wegen des Ausbruchs des Zweiten Weltkrieges nicht beendet werden. Zum zweiten Mal in der Geschichte erhielten die Rennfahrer die Titel, die in ihrer Hubraum-Klasse bei den zur EM zählenden Grands Prix die meisten Punkte erzielen konnten.
Für alle drei Klassen waren neun Rennen vorgesehen, von denen sieben ausgetragen wurden. Durch das kriegsbedingte vorzeitige Saisonende konnten die Titel nicht vollständig ausgefahren werden. Zum Europameister wurden die Fahrer erklärt, die nach dem Ulster Grand Prix, dem letzten Rennen vor Kriegsausbruch die Tabelle der jeweiligen Klasse anführten.

## Punkteverteilung
Die Punkteverteilung ist aus heutiger Sicht nicht mehr vollständig nachvollziehbar, es existieren zwei mögliche Systeme. 
- Laut dem britischen Fachmagazin The Motor Cyclist kam das 1938 verwendete System mit 6 Punkten für den Sieger bis hin zu 1 Zähler für den Sechstplatzierten zur Anwendung.

| Platz  | 1 | 2 | 3 | 4 | 5 |
| Punkte | 5 | 4 | 3 | 2 | 1 |

- Andere Dokumente nennen ein System mit 5 Punkten für den Sieger bis hin zu 1 Zähler für den Fünftplatzierten.

| Platz  | 1 | 2 | 3 | 4 | 5 | 6 |
| Punkte | 6 | 5 | 4 | 3 | 2 | 1 |

- Möglicherweise gab es Streichresultate und es kamen nur die besten fünf Ergebnisse in die EM-Wertung.

Unabhängig davon, welches Punktesystem zur Anwendung kam, die Gesamtführenden nach dem Ulster Grand Prix und damit die Europameister der Saison 1939 lauteten Dorino Serafini aus Italien auf Gilera in der Halbliterklasse sowie Heiner Fleischmann und Ewald Kluge aus Deutschland aus dem DKW-Werksteam bei den 350ern bzw. 250ern.

## 500-cm³-Klasse

### Rennergebnisse
|   | Datum      | Rennen                 | Strecke           | Platz 1                                                      | Platz 2                                                      | Platz 3                                                      |
| - | ---------- | ---------------------- | ----------------- | ------------------------------------------------------------ | ------------------------------------------------------------ | ------------------------------------------------------------ |
| 1 | 12.–16.06. | XXVIII. Isle of Man TT | Mountain Course   | Georg Meier                                                  | Jock West                                                    | Freddie Frith                                                |
| 2 | 01.07.     | XV. Dutch TT           | Assen             | Georg Meier                                                  | Silvio Vailati                                               | Hans Bock                                                    |
| 3 | 09.07.     | GP von Frankreich      | Reims             | John White                                                   | René Guérin                                                  | Gustave Lefèvre                                              |
| 4 | 01.07.     | XIX. GP von Belgien    | Spa-Francorchamps | Georg Meier                                                  | Dorino Serafini                                              | Ludwig Kraus                                                 |
| 5 | 06.08.     | IX. GP von Schweden    | Saxtorp           | Dorino Serafini                                              | Silvio Vailati                                               | Ludwig Kraus                                                 |
| 6 | 13.08.     | GP von Großdeutschland | Sachsenring       | Dorino Serafini                                              | Karl Rührschneck                                             | Hans Lodermeier                                              |
| 7 | 19.08.     | XVIII. Ulster GP       | Clady             | Dorino Serafini                                              | Freddie Frith                                                | Les Archer                                                   |
| 8 | 24.09.     | VI. GP von Italien     | Monza             | wegen des Ausbruchs des Zweiten Weltkriegs nicht ausgetragen | wegen des Ausbruchs des Zweiten Weltkriegs nicht ausgetragen | wegen des Ausbruchs des Zweiten Weltkriegs nicht ausgetragen |
| 9 | 08.10.     | XVI. GP der Schweiz    | Schwamendingen    | wegen des Ausbruchs des Zweiten Weltkriegs nicht ausgetragen | wegen des Ausbruchs des Zweiten Weltkriegs nicht ausgetragen | wegen des Ausbruchs des Zweiten Weltkriegs nicht ausgetragen |

### Fahrerwertung
|    | Fahrer           | Maschine    | Punkte (5) | Punkte (6) |
| -- | ---------------- | ----------- | ---------- | ---------- |
| 1  | Dorino Serafini  | Gilera      | 19         | 23         |
| 2  | Georg Meier      | BMW         | 15         | 18         |
| 3  | Silvio Vailati   | Gilera      | 8          | 10         |
| 4  | Freddie Frith    | Norton      | 7          | 9          |
| 5  | John White       | Norton      | 6          | 8          |
| 6  | Wiggerl Kraus    | BMW         | 6          | 8          |
| 7  | Jock West        | BMW         | 4          | 5          |
|    | René Guérin      | unbekannt   | 4          | 5          |
|    | Karl Rührschneck | BMW         | 4          | 5          |
| 10 | Hans Bock        | BMW         | 4          | 6          |
| 11 | Gustave Lefèvre  | unbekannt   | 3          | 4          |
|    | Hans Lodermeier  | BMW         | 3          | 4          |
|    | Les Archer       | Velocette   | 3          | 4          |
| 14 | Stanley Woods    | Velocette   | 2          | 3          |
|    | Franz Vaasen     | Norton      | 2          | 3          |
|    | Roger Fouminet   | Saroléa     | 2          | 3          |
|    | Ginger Wood      | FN          | 2          | 3          |
|    | Fergus Anderson  | Norton      | 2          | 3          |
|    | Hans Lommel      | BMW         | 2          | 3          |
|    | Ron Mead         | Norton      | 2          | 3          |
| 21 | „Charlier“ 1     | FN          | 1          | 2          |
|    | Georges Monneret | Monet-Goyon | 1          | 2          |
|    | Endre Kozma      | BMW         | 1          | 2          |
|    | Walter Lohmann   | BMW         | 1          | 2          |
|    | Joe Moss         | Norton      | 1          | 2          |
| 26 | Jaap Fijma       | Velocette   | 0          | 1          |
|    | „Walter“ 2       | unbekannt   | 0          | 1          |
|    | F. Bentley       | Norton      | 0          | 1          |

## 350-cm³-Klasse

### Rennergebnisse
|   | Datum      | Rennen                 | Strecke           | Platz 1                                                      | Platz 2                                                      | Platz 3                                                      |
| - | ---------- | ---------------------- | ----------------- | ------------------------------------------------------------ | ------------------------------------------------------------ | ------------------------------------------------------------ |
| 1 | 12.–16.06. | XXVIII. Isle of Man TT | Mountain Course   | Stanley Woods                                                | Harold Daniell                                               | Heiner Fleischmann                                           |
| 2 | 01.07.     | XV. Dutch TT           | Assen             | Siegfried Wünsche                                            | Ted Mellors                                                  | Heiner Fleischmann                                           |
| 3 | 09.07.     | GP von Frankreich      | Reims             | Heiner Fleischmann                                           | Ted Mellors                                                  | Fergus Anderson                                              |
| 4 | 01.07.     | XIX. GP von Belgien    | Spa-Francorchamps | Ted Mellors                                                  | Stanley Woods                                                | Heiner Fleischmann                                           |
| 5 | 06.08.     | IX. GP von Schweden    | Saxtorp           | Heiner Fleischmann                                           | Ted Mellors                                                  | Siegfried Wünsche                                            |
| 6 | 13.08.     | GP von Großdeutschland | Sachsenring       | Walter Hamelehle                                             | Ernie Thomas                                                 | Franz-Josef Binder                                           |
| 7 | 19.08.     | XVIII. Ulster GP       | Clady             | Stanley Woods                                                | Heiner Fleischmann                                           | Siegfried Wünsche                                            |
| 8 | 24.09.     | VI. GP von Italien     | Monza             | wegen des Ausbruchs des Zweiten Weltkriegs nicht ausgetragen | wegen des Ausbruchs des Zweiten Weltkriegs nicht ausgetragen | wegen des Ausbruchs des Zweiten Weltkriegs nicht ausgetragen |
| 9 | 08.10.     | XVI. GP der Schweiz    | Schwamendingen    | wegen des Ausbruchs des Zweiten Weltkriegs nicht ausgetragen | wegen des Ausbruchs des Zweiten Weltkriegs nicht ausgetragen | wegen des Ausbruchs des Zweiten Weltkriegs nicht ausgetragen |

### Fahrerwertung
|    | Fahrer               | Maschine   | Punkte (5) | Punkte (6) |
| -- | -------------------- | ---------- | ---------- | ---------- |
| 1  | Heiner Fleischmann   | DKW        | 20 (23)    | 25 (29)    |
| 2  | Ted Mellors          | Velocette  | 19         | 24         |
| 3  | Stanley Woods        | Velocette  | 16         | 20         |
| 4  | Siegfried Wünsche    | DKW        | 11         | 15         |
| 5  | Ernie Thomas         | Velocette  | 8          | 12         |
| 6  | David Whitworth      | Velocette  | 8          | 13 (14)    |
| 7  | Walter Hamelehle     | Moto Guzzi | 5          | 6          |
| 8  | Harold Daniell       | Norton     | 4          | 5          |
| 9  | Fergus Anderson      | DKW        | 3          | 4          |
|    | Franz-Josef Binder 3 | Velocette  | 3          | 4          |
| 11 | Roy Evans            | Norton     | 2          | 3          |
| 12 | Jimmy Kleine         | Velocette  | 1          | 3          |
| 13 | Rudi Knees           | DKW        | 1          | 2          |
|    | Artie Glocke         | Velocette  | 1          | 2          |
| 15 | Willie van Gent      | Velocette  | 0          | 1          |
|    | „Cora“ 4             | Velocette  | 0          | 1          |
|    | „Didier“ 5           | Velocette  | 0          | 1          |
|    | Hans Richnow         | Rudge      | 0          | 1          |

## 250-cm³-Klasse

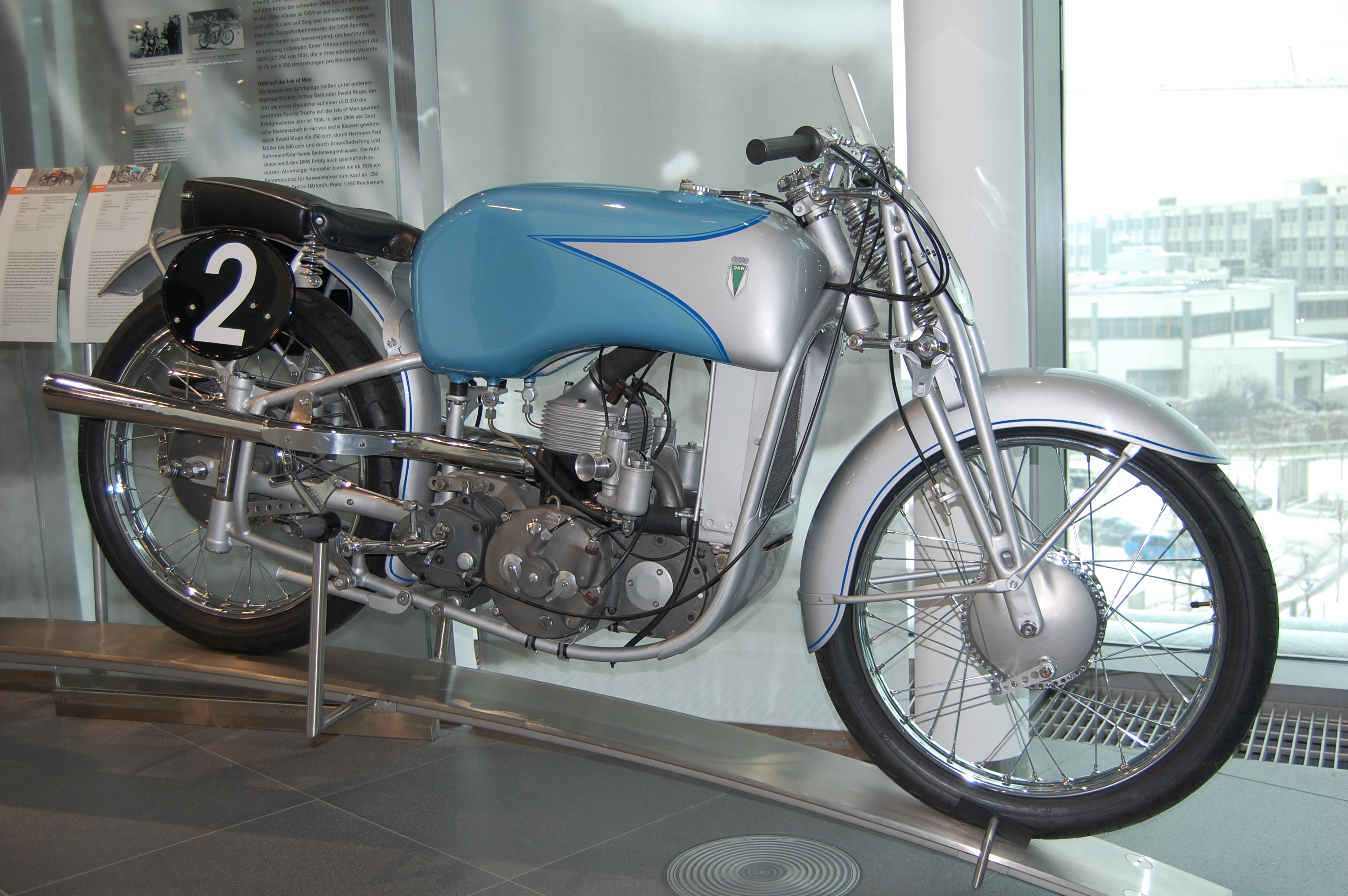
Eine DKW US 250 wie sie auch Ewald Kluge in der Saison 1939 pilotierte.

### Rennergebnisse
|   | Datum      | Rennen                 | Strecke           | Platz 1                                                      | Platz 2                                                      | Platz 3                                                      |
| - | ---------- | ---------------------- | ----------------- | ------------------------------------------------------------ | ------------------------------------------------------------ | ------------------------------------------------------------ |
| 1 | 12.–16.06. | XXVIII. Isle of Man TT | Mountain Course   | Ted Mellors                                                  | Ewald Kluge                                                  | Henry Tyrell-Smith                                           |
| 2 | 01.07.     | XV. Dutch TT           | Assen             | Ewald Kluge                                                  | Bernhard Petruschke                                          | Omobono Tenni                                                |
| 3 | 09.07.     | GP von Frankreich      | Reims             | Ewald Kluge                                                  | B. Moore                                                     | Charles Simons                                               |
| 4 | 01.07.     | XIX. GP von Belgien    | Spa-Francorchamps | Ewald Kluge                                                  | Bernhard Petruschke                                          | Amilcare Rossetti                                            |
| 5 | 06.08.     | IX. GP von Schweden    | Saxtorp           | Ewald Kluge                                                  | Bernhard Petruschke                                          | Karl Lottes                                                  |
| 6 | 13.08.     | GP von Großdeutschland | Sachsenring       | Nello Pagani                                                 | Guglielmo Sandri                                             | Ewald Kluge                                                  |
| 7 | 19.08.     | XVIII. Ulster GP       | Clady             | Les Martin                                                   | George McAdam                                                | Chris Tattersall                                             |
| 8 | 24.09.     | VI. GP von Italien     | Monza             | wegen des Ausbruchs des Zweiten Weltkriegs nicht ausgetragen | wegen des Ausbruchs des Zweiten Weltkriegs nicht ausgetragen | wegen des Ausbruchs des Zweiten Weltkriegs nicht ausgetragen |
| 9 | 08.10.     | XVI. GP der Schweiz    | Schwamendingen    | wegen des Ausbruchs des Zweiten Weltkriegs nicht ausgetragen | wegen des Ausbruchs des Zweiten Weltkriegs nicht ausgetragen | wegen des Ausbruchs des Zweiten Weltkriegs nicht ausgetragen |

### Fahrerwertung
|    | Fahrer              | Maschine     | Punkte (5) | Punkte (6) |
| -- | ------------------- | ------------ | ---------- | ---------- |
| 1  | Ewald Kluge         | DKW          | 24 (27)    | 29 (33)    |
| 2  | Bernhard Petruschke | DKW          | 12         | 15         |
| 3  | Les Martin          | Excelsior    | 7          | 9          |
| 4  | Ted Mellors         | Benelli      | 5          | 6          |
|    | Nello Pagani        | Moto Guzzi   | 5          | 6          |
| 6  | B. Moore            | DKW          | 5          | 7          |
| 7  | Guglielmo Sandri    | Moto Guzzi   | 4          | 7          |
|    | George McAdam       | Excelsior    | 4          | 5          |
| 9  | Karl Lottes         | DKW          | 4          | 7          |
| 10 | H. G. Tyrell-Smith  | Excelsior    | 3          | 4          |
|    | Omobono Tenni       | Moto Guzzi   | 3          | 4          |
|    | Charles Simons      | DKW          | 3          | 4          |
|    | Amilcare Rossetti   | Benelli      | 3          | 4          |
|    | Chris Tattersall    | CTS          | 3          | 4          |
| 15 | Rudi Meier          | DKW          | 3          | 5          |
| 16 | Walfried Winkler    | DKW          | 2          | 3          |
|    | Henri Nougier       | Magnat-Debon | 2          | 3          |
|    | Emilio Soprani      | Benelli      | 2          | 3          |
|    | Lothar Berger       | DKW          | 2          | 3          |
|    | Jock McCredie       | Excelsior    | 2          | 3          |
| 21 | Siegfried Wünsche   | DKW          | 1          | 2          |
|    | L. Arnaudin-Chibrac | Excelsior    | 1          | 2          |
|    | R. Hulme            | Excelsior    | 1          | 2          |
| 24 | Charlie Manders     | Excelsior    | 0          | 1          |
|    | Lo Simons           | Excelsior    | 0          | 1          |
|    | André Jacquier-Bret | Monet-Goyon  | 0          | 1          |
|    | Hermann Gablenz     | DKW          | 0          | 1          |

## Verweise